# Kerecsen
A Kerecsen régi magyar személynév, a jelentése kerecsen, ami egy sólyomféle ragadozómadár.

## Gyakorisága
Az 1990-es években szórványos név, a 2000-es években nem szerepel a 100 leggyakoribb férfinév között.

## Névnapok
- december 5.[2]
- december 20.[2]